# Reginald Cini
Reginald Cini (22 ottobre 1970) è un ex calciatore maltese, di ruolo portiere.

## Carriera

### Nazionale
Ha collezionato 26 presenze con la propria Nazionale.